# إدواردو سيزار غاسبار
إدواردو سيزار داود غاسبار (بالبرتغالية: Edu)، الملقب باسم (إدو) من مواليد 15 مايو 1978 في ساو باولو في البرازيل، لاعب كرة قدم برازيلي.
لعب مع منتخب البرازيل لكرة القدم فيما احترف مع نادي آرسنال الإنجليزي، ونادي نادي فالنسيا الإسباني قبل أن يعود إلى البرازيل عام 2009.

## مسيرته الكروية
لعب إدواردو سيزار غاسبار خلال مسيرته الاحترافية مع 3 أندية في أربعة عشر موسمًا وسجل خلالها 8 أهداف ضمن 167 مباراة. حيث فاز في خمسة مواسم بالكأس وفي أربعة مواسم بالدوري.
خاض إدواردو سيزار غاسبار مسيرته مع نادي كورينثيانز في موسم 1998 في المرة الأولى واستمر معه طيلة ثلاثة مواسم ثم في عامي 2009-2011 ولمدة موسمين، مشاركًا طوالها في 38 مباراة ولم يسجل أي هدف. ثم انتقل إلى نادي أرسنال في موسم 2000–01 ليلعب معه خمسة مواسم، حيث شارك في 79 مباراة سجل خلالها 7 أهداف. لينتقل بعدها إلى نادي فالنسيا في موسم 2005–06 ليلعب معه أربعة مواسم، مشاركًا في 50 مباراة سجل خلالها هدفًا واحدًا.

## روابط خارجية
- إدواردو سيزار غاسبار على موقع الاتحاد الدولي (مؤرشف)  (الإنجليزية)
- إدواردو سيزار غاسبار على موقع قاعدة بيانات كرة القدم.إي يو (الإنجليزية)
- إدواردو سيزار غاسبار على موقع بيانات كرة القدم. دي إي (الألمانية)
- إدواردو سيزار غاسبار على موقع ليكيب (الفرنسية)
- إدواردو سيزار غاسبار على موقع ناشيونال فوتبول تيمز (الإنجليزية)
- إدواردو سيزار غاسبار على موقع Soccerbase.com (لاعب) (الإنجليزية)
- إدواردو سيزار غاسبار على موقع Soccerway.com (الإنجليزية)
- إدواردو سيزار غاسبار على موقع عالم كرة القدم.نت (الإنجليزية)